# Johann Baptist Klauber

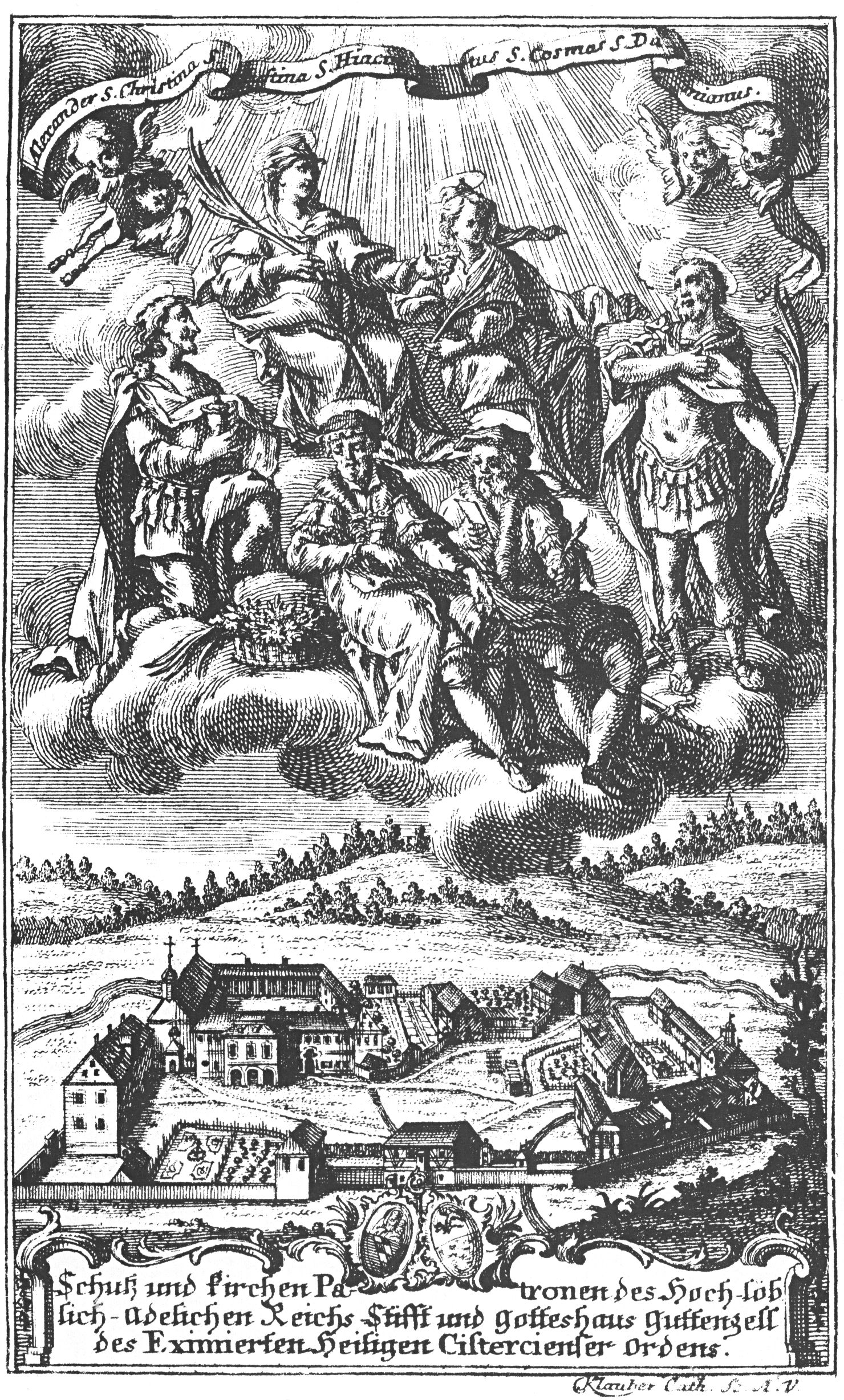
Incisione da Gutenzell – Geschichte und Kunstwerke, 1769

Johann Baptist Klauber (Augusta, 1712 – 1787) è stato un incisore tedesco.

## Biografia
Johann Baptist Klauber iniziò la sua carriera artistica come apprendista presso un incisore. Successivamente sviluppò le sue capacità come artista indipendente, concentrandosi principalmente sull'incisione e sull'acquaforte.
Klauber era noto per le sue incisioni dettagliate e intricate, spesso raffiguranti scene religiose o storiche. Fu influenzato dallo stile barocco dell'incisione, che enfatizzava dettagli elaborati e composizioni drammatiche. Le sue opere furono molto apprezzate durante la sua vita e furono ricercate dai collezionisti.
Oltre alle incisioni Klauber dipinse e realizzò anche disegni. I suoi dipinti erano tipicamente di piccole dimensioni e spesso rappresentavano paesaggi o scene di genere. Era particolarmente abile nel catturare dettagli naturalistici e sottili effetti di luce.
Le opere di Klauber si trovano in vari musei e collezioni in tutto il mondo, tra cui il British Museum e il Victoria e Albert Museum di Londra.